# Gardénia
Gardenia
Genre
Gardenia, en français Gardénia, est un genre de plantes à fleurs de la famille des Rubiaceae. Il comprend entre 60 et 250 espèces, réparties dans les régions tropicales et subtropicales d'Afrique, d'Asie, de Madagascar et des îles du Pacifique.
Plusieurs espèces d'Asie et du Pacifique sont occasionnellement cultivées, en particulier Gardenia jasminoides, originaire de Chine, qui est très populaire dans le monde entier pour ses fleurs décoratives.

## Description

### Appareil végétatif

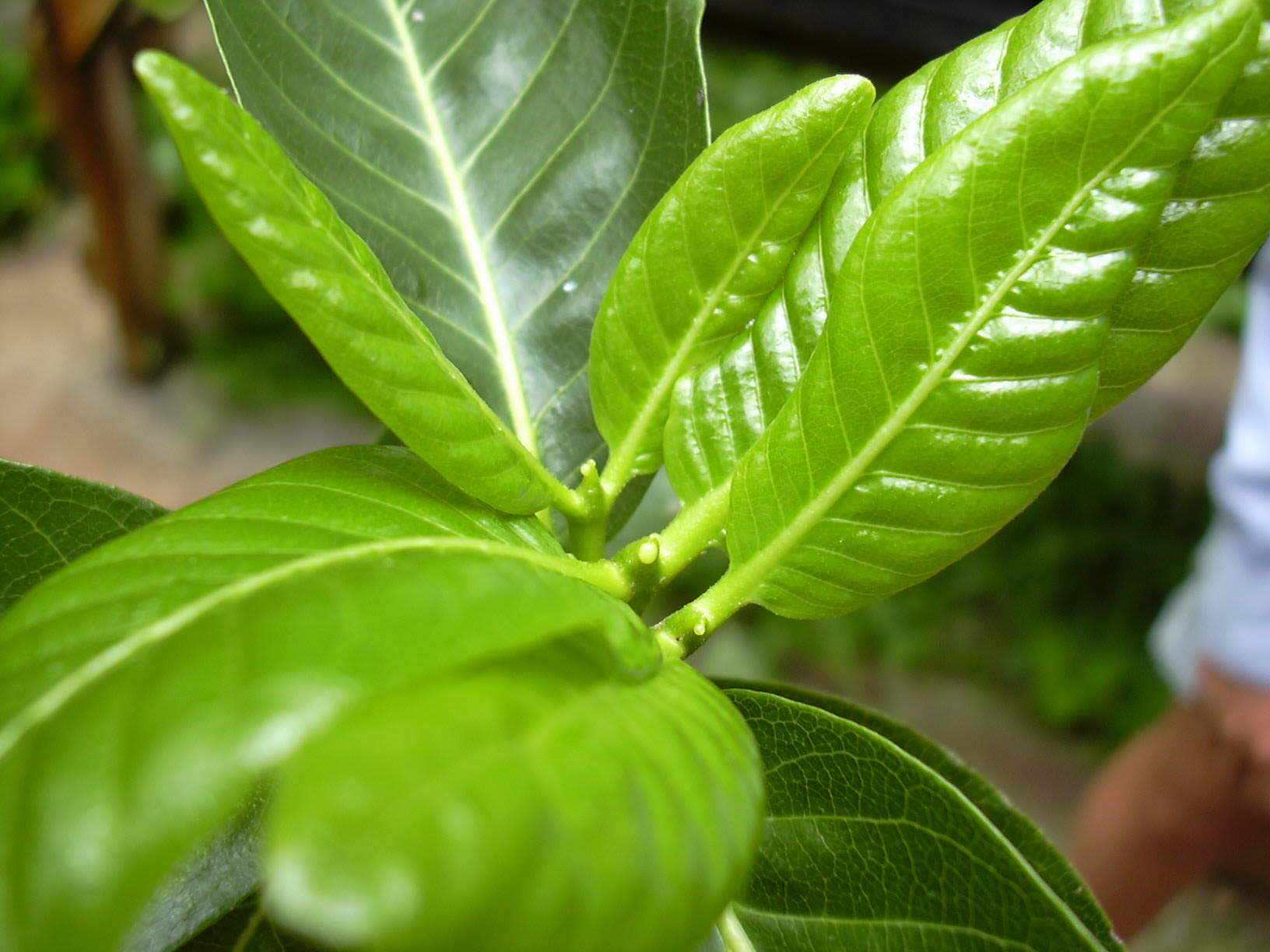
Feuilles de Gardenia brighamii.

Ce sont des arbustes ou rarement des arbres, parfois à pousses courtes (par exemple Gardenia angkorensis et Gardenia sootepensis), parfois épineux, avec des bourgeons et les jeunes extrémités des tiges souvent résineuses. 

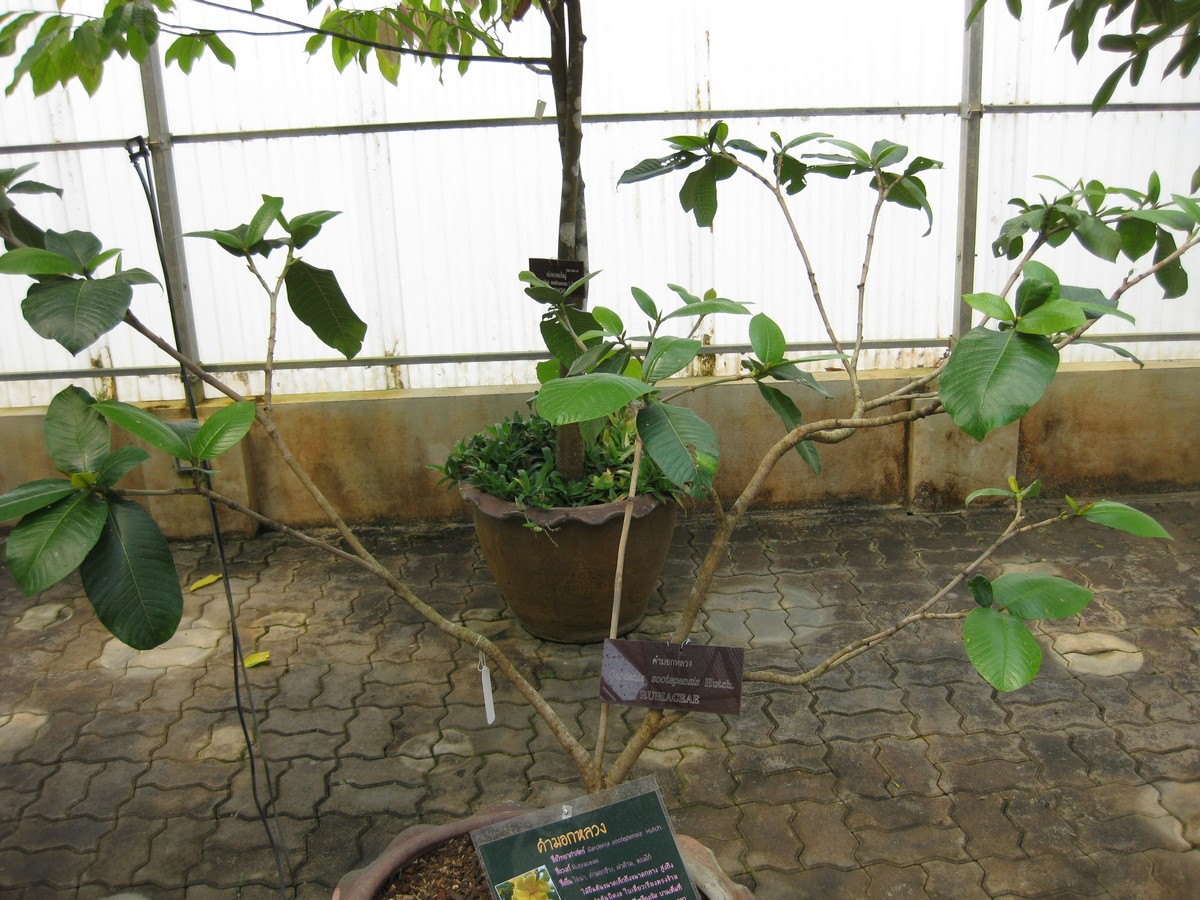
Gardenia sootepensis (en premier plan), Jardin botanique de la reine Sirikit, Thaïlande

Les feuilles sont opposées ou rarement alternes, parfois groupées à l'apex de la tige ; les stipules sont persistantes ou caduques, réunies autour de la tige ou réunies complètement en une coiffe conique, triangulaire, ou lorsqu'elles sont réunies en une coiffe, se fendant sur un côté. Il n'y a pas de raphides. 

### Appareil reproducteur
Les inflorescences sont pseudoaxillaires et/ou terminales, fasciculées à cymeuses et à plusieurs fleurs ou parfois réduites à une seule, pédonculées à sessiles, à bractées. Les fleurs sont sessiles ou sur des pédicelles, bisexuelles, monomorphes, souvent visuellement remarquables. Le calice présente une partie ovarienne bien développée et souvent striée longitudinalement ; le limbe est à 5 à 8 lobes ou parfois fusionné en un tube ou une calotte conique qui se fend irrégulièrement à mesure que la corolle s'allonge, souvent bien développé. La corolle est blanche à crème, plate ou en entonnoir, glabre ou plus ou moins pubescente à l'intérieur ; les lobes sont par 5-12, convolutés en bourgeon. Les étamines sont au nombre de 5 à 12, insérées dans la gorge de la corolle, incluses ou partiellement exclues ; les filets sont très courts ou réduits ; les anthères sont dorsifiées. L'ovaire est unicellulaire, les ovules nombreux sur 2 à 6 placentas pariétaux ; le stigmate est entier ou à deux lobes, inclus ou exclu. 
Le fruit est généralement jaune à orange, rouge-orange ou brun, avec une pulpe généralement orange, coriace ou charnue, ellipsoïde à subglobulaire, lisse ou avec des crêtes longitudinales, avec le membre du calice généralement persistant ou parfois la partie supérieure tardivement caduque. Les graines sont nombreuses, moyennes, ellipsoïdes, comprimées, noyées dans la pulpe ; le testa est coriace ou membraneux ; l'endosperme est généralement corné, l'embryon petit ou moyen ; les cotylédons sont larges, en forme de feuille.
Chez de nombreuses espèces, les lobes persistants du calice s'élargissent apparemment de façon marquée au fur et à mesure que le fruit se développe ; cela peut prêter à confusion si l'on compare les lobes élargis du calice fructifère aux descriptions des lobes du calice fleuri. Les fleurs sont souvent nocturnes et sont généralement fortement parfumées avec une odeur caractéristique.

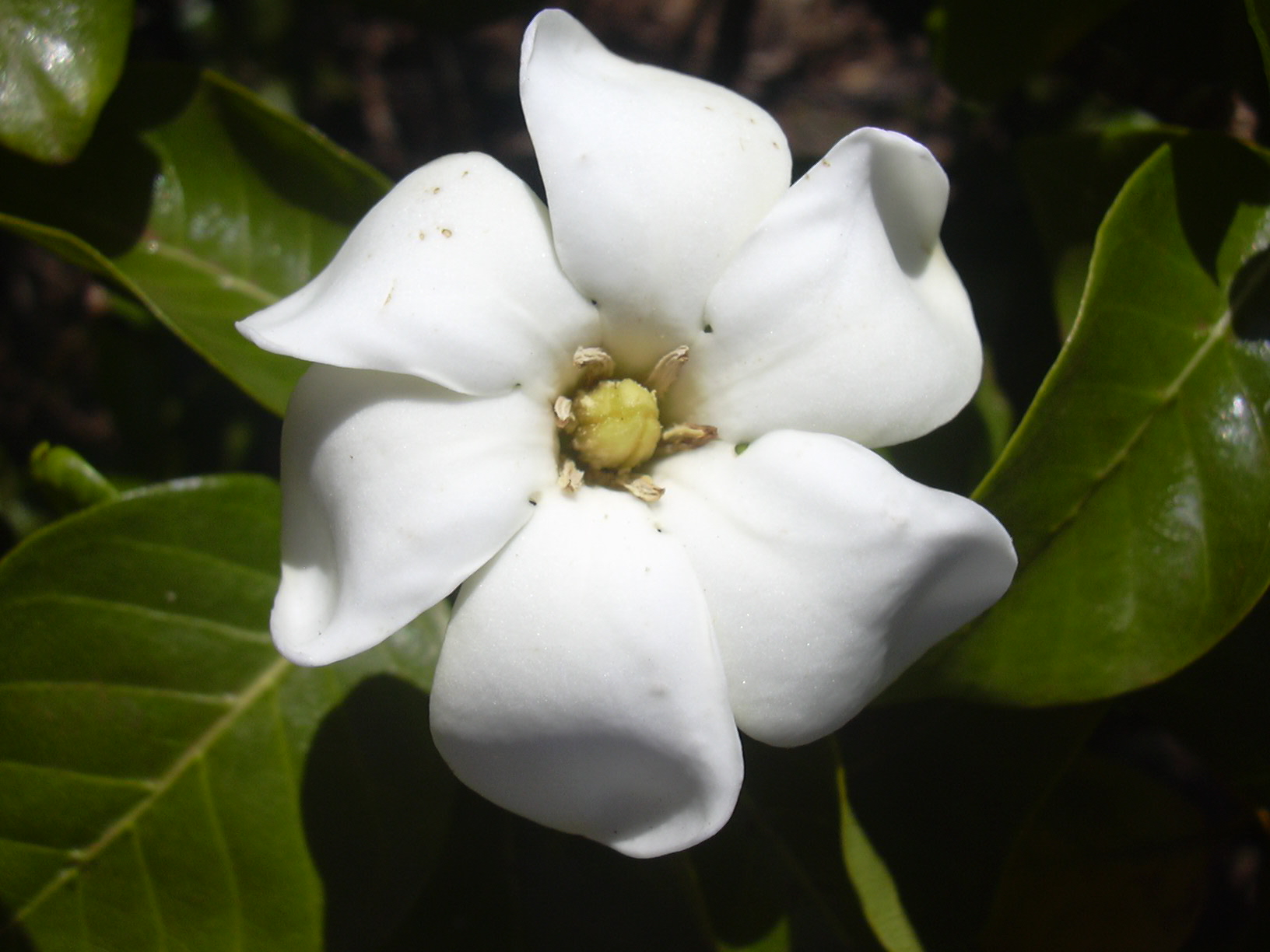
Fleur de Gardenia brighamii.
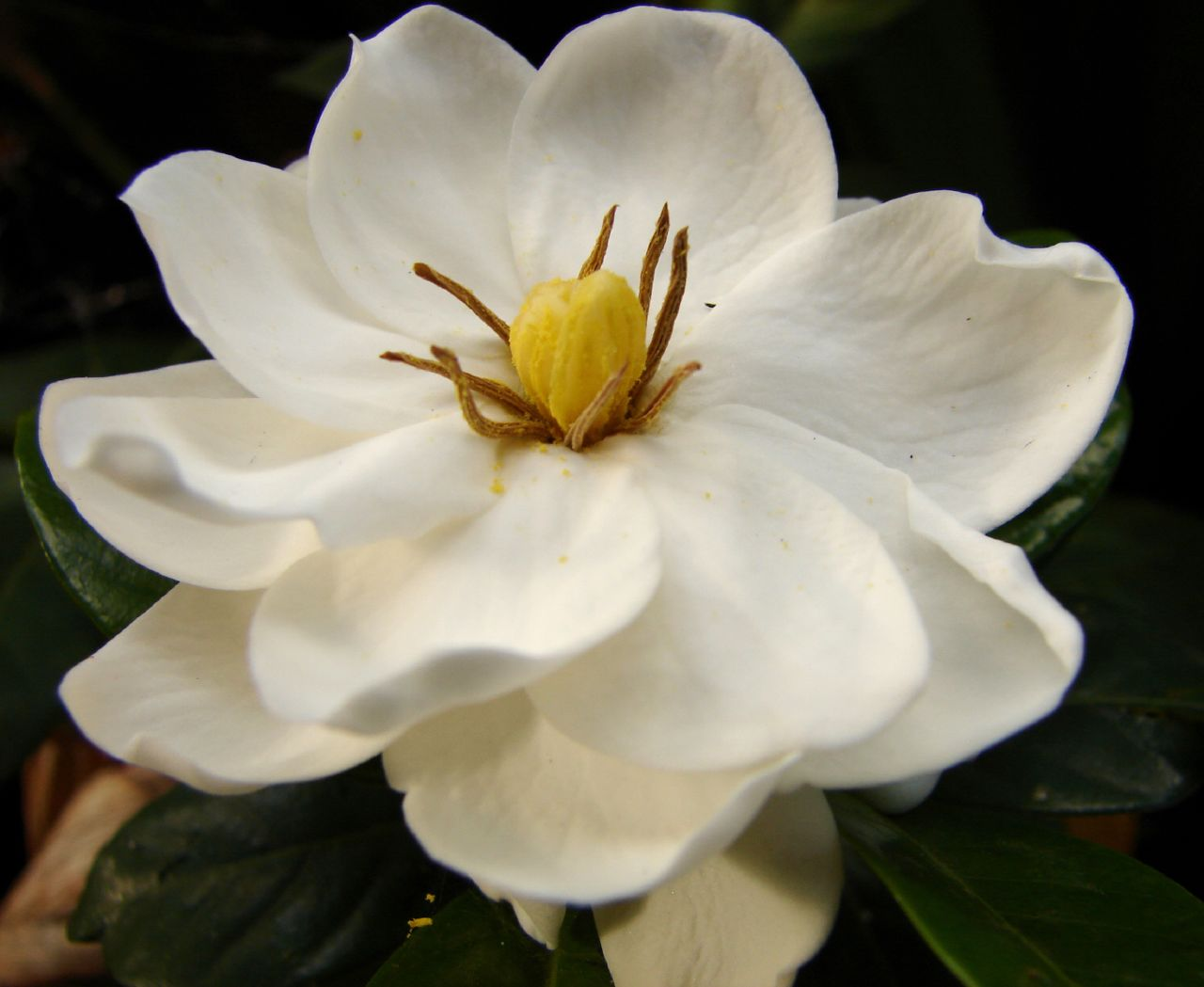
Fleur de Gardenia jasminoides.
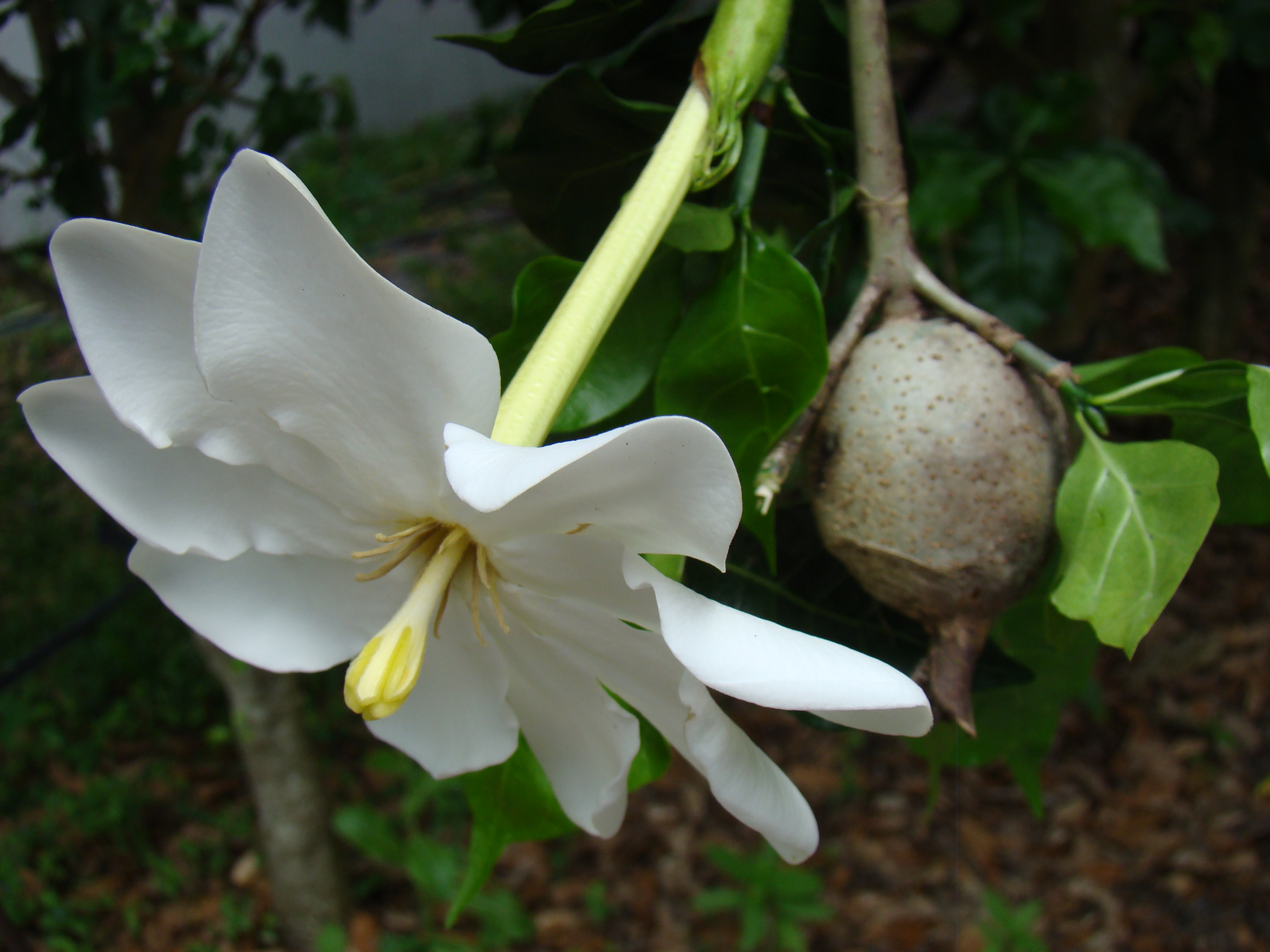
Fleur de Gardenia thunbergia.
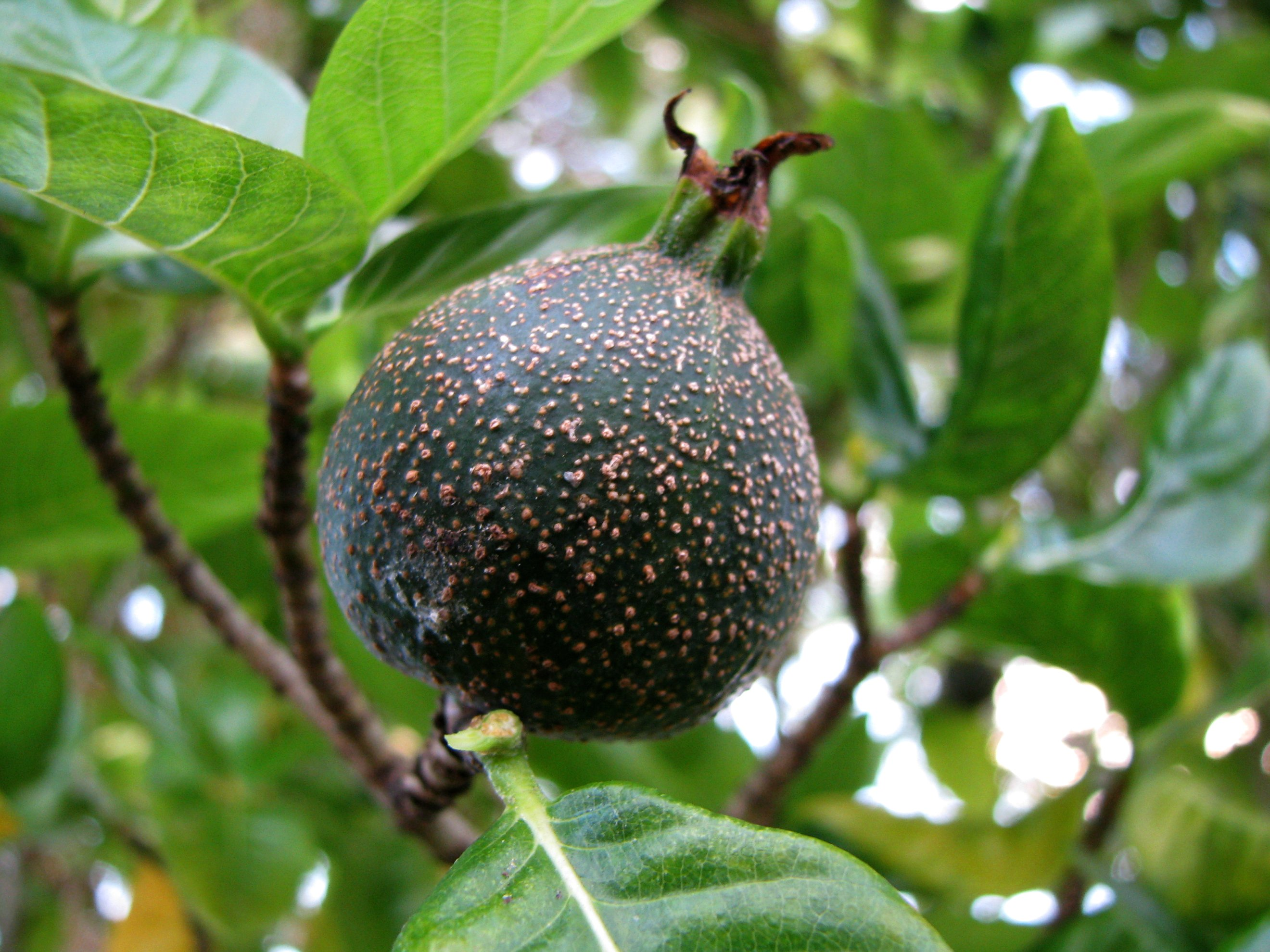
Fruit de Gardenia brighamii.

## Taxonomie
Le genre est décrit par le naturaliste irlandais John Ellis en 1761, qui le nomme Gardenia en hommage au botaniste écossais Alexander Garden.

### Synonymes
Gardenia a pour synonymes :
- Bergkias Sonn., 1776[4]
- Caquepiria J.F.Gmel., 1791[4]
- Decameria Welw., 1859[4]
- Piringa Juss., 1820[4]
- Pleimeris Raf., 1838[4]
- Sahlbergia Neck., 1790[4]
- Sulipa Blanco, 1837[4]
- Thunbergia Montin, 1773[4]
- Varneria L., 1759 nom. nud.[1]
- Warneria L., 1759[4]
- Yangapa Raf., 1838[4]

### Liste des espèces
Selon Plants of the World online (POWO) (6 mars 2021) :
- Gardenia actinocarpa Puttock
- Gardenia anapetes A.C.Sm.
- Gardenia angkorensis Pit.
- Gardenia annamensis Pit.
- Gardenia aqualla Stapf & Hutch.
- Gardenia archboldiana Merr. & L.M.Perry
- Gardenia artensis Montrouz.
- Gardenia aubryi Vieill.
- Gardenia barnesii Merr.
- Gardenia beamanii Y.W.Low
- Gardenia boninensis (Nakai) Tuyama ex T.Yamaz.
- Gardenia brachythamnus (K.Schum.) Launert
- Gardenia brevicalyx Rakoton. & A.P.Davis
- Gardenia brighamii H.Mann
- Gardenia buffalina (Lour.) Poir.
- Gardenia cambodiana Pit.
- Gardenia candida A.C.Sm.
- Gardenia carinata Wall. ex Roxb.
- Gardenia carstensensis Wernham
- Gardenia chanii Y.W.Low
- Gardenia chevalieri Pit.
- Gardenia clemensiae Merr. & L.M.Perry
- Gardenia collinsiae Craib
- Gardenia colnettiana Guillaumin
- Gardenia conferta Guillaumin
- Gardenia cornuta Hemsl.
- Gardenia coronaria Banks
- Gardenia costulata Ridl.
- Gardenia crameri Tirveng.
- Gardenia cuneata Kurz
- Gardenia dacryoides A.Cunn. ex Puttock
- Gardenia deplanchei Vieill. ex Guillaumin
- Gardenia elata Ridl.
- Gardenia epiphytica Jongkind
- Gardenia erubescens Stapf & Hutch.
- Gardenia esculenta Stokes
- Gardenia ewartii Puttock
- Gardenia faucicola Puttock
- Gardenia fiorii Chiov.
- Gardenia flava (Lour.) Poir.
- Gardenia fosbergii Tirveng.
- Gardenia fucata R.Br. ex Benth.
- Gardenia fusca E.T.Geddes
- Gardenia gardneri Puttock
- Gardenia gjellerupii Valeton
- Gardenia gordonii Baker
- Gardenia grievei Horne ex Baker
- Gardenia griffithii Hook.f.
- Gardenia gummifera L.f.
- Gardenia hageniana Gilli
- Gardenia hainanensis Merr.
- Gardenia hansemannii K.Schum.
- Gardenia hillii Horne ex Baker
- Gardenia hutchinsoniana Turrill
- Gardenia imperialis K.Schum.
- Gardenia invaginata Merr. & L.M.Perry
- Gardenia ixorifolia R.Br. ex Hook.f.
- Gardenia jabiluka Puttock
- Gardenia jasminoides J.Ellis
- Gardenia kabaenensis Y.W.Low
- Gardenia kakaduensis Puttock
- Gardenia kamialiensis Takeuchi
- Gardenia lacciflua K.Krause
- Gardenia lamingtonii F.M.Bailey
- Gardenia lanutoo Reinecke
- Gardenia latifolia Aiton
- Gardenia leopoldiana De Wild. & T.Durand
- Gardenia leschenaultii D.Dietr.
- Gardenia longistipula Y.W.Low
- Gardenia magnifica E.T.Geddes
- Gardenia mannii H.St.John & Kuykendall
- Gardenia manongarivensis Rakoton. & A.P.Davis
- Gardenia maugaloae Lauterb.
- Gardenia megasperma F.Muell.
- Gardenia mollis Schltr.
- Gardenia moszkowskii Valeton
- Gardenia mutabilis Reinw. ex Blume
- Gardenia ngoyensis Schltr.
- Gardenia nitida Hook.
- Gardenia obtusifolia Roxb. ex Hook.f.
- Gardenia ornata K.M.Wong
- Gardenia oudiepe Vieill.
- Gardenia ovularis F.M.Bailey
- Gardenia pallens Merr. & L.M.Perry
- Gardenia panduriformis Pierre ex Pit.
- Gardenia papuana F.M.Bailey
- Gardenia philastrei Pierre ex Pit.
- Gardenia posoquerioides S.Moore
- Gardenia propinqua Lindl.
- Gardenia psidioides Puttock
- Gardenia pterocalyx Valeton
- Gardenia pyriformis A.Cunn. ex Benth.
- Gardenia racemulosa Korth.
- Gardenia reflexisepala N.H.Xia & X.E.Ye
- Gardenia reinwardtiana Blume
- Gardenia remyi H.Mann
- Gardenia resinifera Roth
- Gardenia resiniflua Hiern
- Gardenia resinosa F.Muell.
- Gardenia rupicola Puttock
- Gardenia rutenbergiana (Baill. ex Vatke) J.-F.Leroy
- Gardenia sambiranensis Rakoton. & A.P.Davis
- Gardenia saxatilis E.T.Geddes
- Gardenia scabrella Puttock
- Gardenia schlechteri Bonati & Petitm.
- Gardenia schwarzii Puttock
- Gardenia sericea Puttock
- Gardenia similis (Craib) Craib
- Gardenia siphonocalyx Valeton
- Gardenia sokotensis Hutch.
- Gardenia sootepensis Hutch.
- Gardenia stenophylla Merr.
- Gardenia storckii Oliv.
- Gardenia subacaulis Stapf & Hutch.
- Gardenia subcarinata (Corner) Y.W.Low
- Gardenia taitensis DC.
- Gardenia tannaensis Guillaumin
- Gardenia ternifolia Schumach. & Thonn.
- Gardenia tessellaris Puttock
- Gardenia thailandica Tirveng.
- Gardenia thunbergia Thunb.
- Gardenia tinneae Kotschy & Heuglin
- Gardenia transvenulosa Verdc.
- Gardenia trochainii Sillans
- Gardenia tropidocarpa Wernham
- Gardenia truncata Craib
- Gardenia tubifera Wall. ex Roxb.
- Gardenia urvillei Montrouz.
- Gardenia vernicosa Merr. & L.M.Perry
- Gardenia vilhelmii Domin
- Gardenia vitiensis Seem.
- Gardenia vogelii Hook.f.
- Gardenia volkensii K.Schum.
- Gardenia vulcanica K.M.Wong

## Langage des fleurs
Dans le langage des fleurs, le gardénia symbolise la sincérité.